# Padern
Padern – miejscowość i gmina we Francji, w regionie Oksytania, w departamencie Aude.
Według danych na rok 1990 gminę zamieszkiwało 145 osób, a gęstość zaludnienia wynosiła 5 osób/km² (wśród 1545 gmin Langwedocji-Roussillon Padern plasuje się na 758. miejscu pod względem liczby ludności, natomiast pod względem powierzchni na miejscu 206.).

## Populacja

Populacja Padern w latach 1962–2008